# Ultrasonothérapie

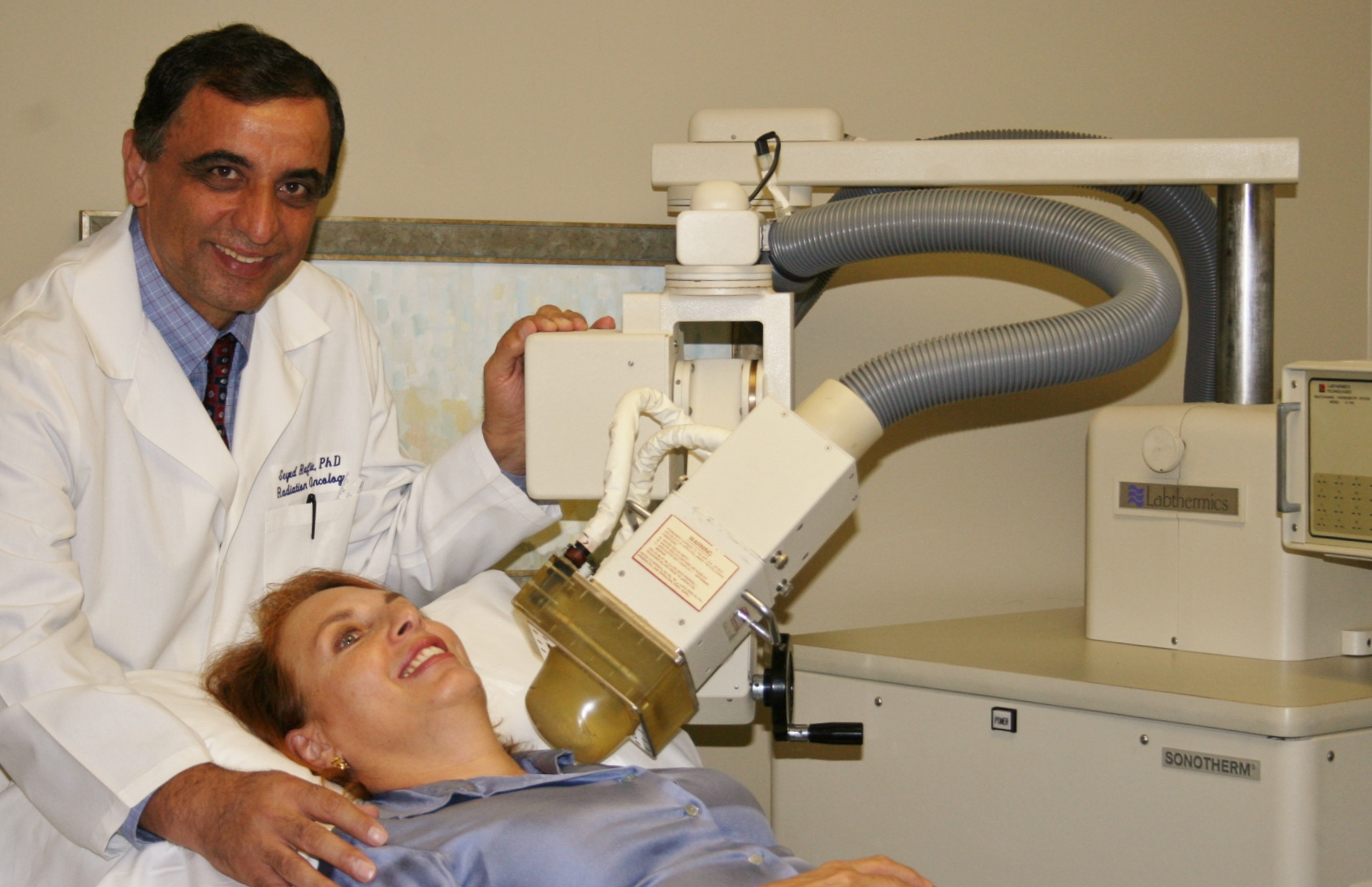
Appareil de thermothérapie par ultrasonothérapie.

L’ultrasonothérapie est une forme de traitement délivré par des ondes ultrasonores (comme l'échographie utilisée en diagnostic). Elle consiste à émettre un signal ultrasonore suffisamment fort pour provoquer un échauffement pouvant entraîner une destruction cellulaire (nécrose) contrôlée ou d'autres effets thérapeutiques. Cette technique est notamment utilisée en physiothérapie, en rhumatologie, en urologie et en ophtalmologie.

## Principe physique
Lorsqu’une lame de quartz est traversée par un courant de haute fréquence soumis à des alternances de charges positives et négatives, le quartz se contracte et se détend. Le cycle de contraction-détente crée des vibrations mécaniques et émet un faisceau ultrasonore synchrone. Les matériaux les plus utilisés sont les matériaux piézoélectriques. Ces matériaux ont l'avantage par rapport aux autres systèmes de présenter de bonnes performances et d'être disponibles dans des géométries très diverses. Ces matériaux se présentent le plus souvent sous la forme d'un disque ou d'un anneau sur les faces duquel sont déposées deux électrodes métallisées. Lorsqu'une tension électrique est appliquée sur ces deux électrodes, le matériau se dilate ou se comprime selon l'orientation de la tension par rapport à la polarisation de la céramique. Les ultrasons (transducteurs) utilisés en kinésithérapie ont une fréquence de 1 à 3 mégahertz (MHz).
A une fréquence de 1 MHz, la demi-distance de pénétration dans les tissus est d'environ 5 cm tandis qu’à une fréquence de 3 MHz, elle est de 1,5 centimètre. La demi-distance de pénétration des ondes par rapport à la surface de contact est représentée par le point où le rayonnement a perdu la moitié de son intensité.

## Effet thermique et mécanique
On distingue deux types d’effet thérapeutique par ultrasons : mécanique et thermique, différenciés par la vitesse d’émission d’ondes qui pénètrent dans les tissus. Le passage de la tête de l’US dans la zone à traiter, réveille la douleur et facilite sa localisation précise. L’effet mécanique est obtenu par une émission pulsée, qui va générer des bulles gazeuses (cavitation) dans la zone traitée. La section de ces micro-bulles varie en fonction des vibrations et provoque dans les tissus des successions de compressions alternées d’expansions selon une périodicité correspondant à la fréquence d’émission (variations de pression). Cette action mécanique induit un effet fibrolytique. L’effet thermique est obtenu en adoptant une émission d’onde en régime continu. Ainsi, les vibrations provoquées au niveau moléculaire impliquent des frottements entre les éléments et une production de chaleur par friction.

## Effets thérapeutiques

### En kinésithérapie

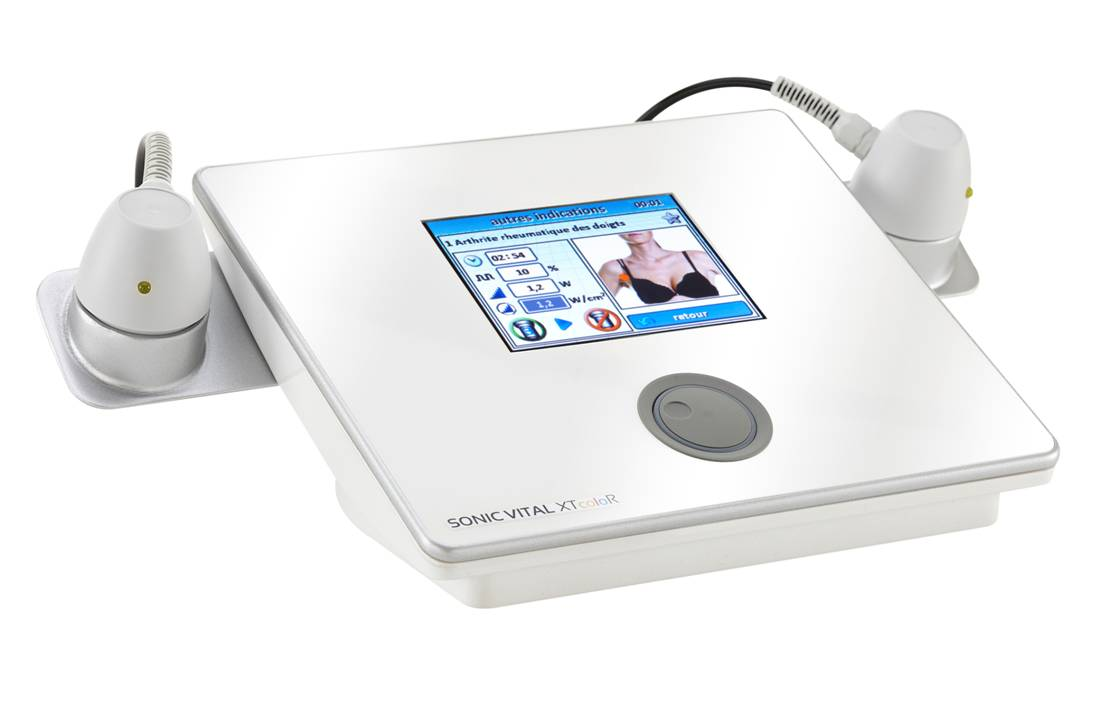
Générateur d'ultrasons thérapeutiques utilisé en cabinet de kiné (SonicVital XTcolor)

Les ultrasons sont utilisés en physiothérapie :
- action défibrosante : c'est une action mécanique de l’application d’ultrasons qui va permettre un effet destructeur initié par la libération de bulles gazeuses dans les tissus (phénomène de cavitation). Cet effet sur la structure collagène permet son assouplissement et favorise l’organisation spatiale, dans un axe longitudinal, de la reconstruction de la structure tendineuse.
- action antalgique : la conductibilité nerveuse peut subir un ralentissement voire une interruption momentanée. Ceci s’expliquerait par une dépolarisation des fibres nerveuses afférentes due à l’effet thermique. La thermothérapie par ultrasons permet d’atteindre les structures les plus profondes.
- action anti-inflammatoire : l'augmentation de chaleur dans la zone traitée, s’accompagne d’une augmentation du métabolisme au niveau cellulaire (vascularisation/vasodilatation : oxygénation et métabolites circulantes, augmentation de la perméabilité membranaire).

Généralement, les générateurs d'ultrasons utilisés en kinésithérapie travaillent avec des fréquences de 1 MHz pour les traitements en profondeur, et 3 MHz pour les traitements de surface. Pour être efficace, l'appareil doit être puissant, c'est-à-dire proposer une intensité d'au moins 3 W/cm2 en mode pulsé, et d'au moins 2 W/cm2 en mode continu. Plus le faisceau des ultrasons est uniforme et homogène sur toute la tête de l'applicateur, meilleure sera l'efficacité du traitement. L'uniformité du faisceau est donnée par le coefficient BNR (Beam Non-Unformity Ratio). Plus ce coefficient est bas, et mieux c'est. Généralement, les appareils professionnels ont des coefficients inférieurs à 5.

### En urologie
En urologie, cette technique est utilisée avec la lithotripsie, c'est-à-dire pour le traitement des calculs.

### En ophtalmologie
En coagulant les corps ciliaires de l’œil atteint, les ultrasons focalisés de haute intensité sont à l'étude clinique dans les cas de glaucome réfractaire aux premiers traitements.

### En pathologie tumorale
L'utilisation des ultrasons focalisés de haute intensité (HIFU) est proposée dans la réduction tumorale des :
- adénofibromes du sein[3] ;
- adénomes hyperparathyroïdiens[4] ;
- cancers localisés de prostate.

### En neurologie
Cette technique semble efficace dans les tremblements essentiels réfractaires aux autres traitements et dans certaines formes de la maladie de Parkinson.

## Effets esthétiques
L'utilisation des ultrasons se fait sur différents types de fréquences :
- basse fréquences à cavitation (30  à   45 kHz) ; application manuelle mobile ou fixe
- haute fréquence 1 MHz (plus rarement utilisé) ; application manuelle mobile uniquement

Dans tous les cas les effets recherchés sont :
- amélioration de la trophicité : meilleure oxygénation et consommation énergétique au niveau des cellules des tissus traités.
- action désclérosante : les effets mécaniques profonds conduisent à la destruction partielle des fibres sclérosées, libérant ainsi de nouveau les circulations veineuse, lymphatique et l'activité cellulaire en général
- amélioration de la perméabilité membranaire des cellules adipocytaires
- sous l'effet combiné de l'élévation de température et des ondes mécaniques, les triglycérides sont émulsionnés et peuvent migrer au travers de la paroi cellulaire
- augmentation localisée de la circulation sanguine (hyperémie) et lymphatique en réaction à l'élévation de température interne locale.

Dans certains cas, il est recherché la destruction par implosion, des cellules adipocytes (cavitation), cellules qui sont ensuite évacuées par voies sanguines et lymphatiques.
Le résultat obtenu : remise en circulation des réserves incluses dans les adipocytes au niveau des tissus cellulitiques ou au niveau des tissus adipeux profonds.